# Udo Bentinck
Udo Willem baron Bentinck (Den Haag, 13 juli 1940) is een Nederlandse jurist. 

## Loopbaan
Bentinck was vicepresident van de Amsterdamse rechtbank en voorzitter van het Medisch Tuchtcollege. Tot december 2004 was hij tevens voorzitter van het regionaal college voor de gezondheidszorg. Bentinck was voorzitter van de Raad voor de Scheepvaart tot die op 1 juli 2010 werd opgeheven.

## Privé
Bentinck is een lid van de familie Bentinck en een zoon van generaal-majoor Johannes Adolf baron Bentinck (1916-2000) en diens eerste vrouw Wilhelmina Udo de Stoppelaar (1919-2007). Hij was van 1964 tot 1992 getrouwd met Eliza Leopoldina barones van Ittersum (1941), lid van de familie Van Ittersum, met wie hij drie kinderen kreeg. In 1992 hertrouwde hij met officier van justitie mr. Maria Josepha Anna van Zwieteren met wie hij nog een dochter kreeg.
Udo Bentinck is Ridder in de Orde van Oranje-Nassau.